# Vladislav Lučić
Vladislav Lučić (en serbe : Владислав Лучић), né le 7 août 1941, à Belgrade, en République socialiste de Serbie, est un ancien joueur et entraîneur yougoslave de basket-ball. 

## Palmarès
- Champion de Yougoslavie 1993, 1994, 1998